# Международный центр мугама
Международный центр мугама (азерб. Beynəlxalq Muğam Mərkəzi) — центр мугама, находящийся в городе Баку на территории Приморского бульвара. 

## Предпосылки к созданию
Мугам является одним из основных жанров азербайджанской музыки. В 2005 году по инициативе президента Фонда Гейдара Алиева Мехрибан Алиевой был проведён «круглый стол» с участием видных деятелей мугама. В ходе обсуждений, было принято решение о необходимости создания Международного цента мугама в Баку. Указом Президента Азербайджана Ильхама Алиева 6 апреля 2005 года было утверждено создание Международного мугам-центра.
В августе 2005 года в Баку на территории приморского национально парка Ильхам Алиев, его супруга, посол доброй воли ЮНЕСКО Мехрибан Алиева и генеральный директор ЮНЕСКО Коитиро Мацуура заложили первый камень в основание комплекса.
Внесение мугама в список шедевров устного и нематериального культурного наследия человечества ЮНЕСКО в 2008 году также явилось подтверждением необходимости создания отдельного международного центра, специализирующегося на мероприятиях по воспроизведению данного жанра.

## Общие сведения

Макет в Культурном центре Гейдара Алиева

Открытие комплекса состоялось 27 декабря 2008 года. Общая площадь центра составляет 7500 м². В комплексе имеется концертный салон на 350 человек, студия звукозаписи, помещения для репетиций. В фойе установлены бюсты известных исполнителей мугама, а также богатая коллекция музыкальных инструментов.
Архитекторами центра являются Вахид Гасымоглу Тансу и Ханиддин Уяк Этирне Ахмед.
2 июля 2009 года «Центр Мугама» был переименован в «Международный центр мугама». Центр был передан в введение Министерства культуры и туризма Азербайджана.

## Здание центра
Здание высотой в три этажа общей площадью 7,5 тыс. м2. По форме здание напоминает части тара — одного из азербайджанских музыкальных инструментов, которым аккомпанируют исполнителю мугама. Здание было построено с использованием современных технологий. Необходимое оборудование было завезено из Италии, Австрии, Франции и Турции. В ходе строительных работ было использовано более 2 тысяч стёкол различных размеров.

## Деятельность
Целью Международного центра мугама является создание платформы для культурно-просветительской деятельности посредством организации концертов, фестивалей, художественных вечеров, конкурсов.
К основным проводимым в центре мероприятиям относятся:
- Международный фестиваль «Мир Мугама»
- Проект «Жемчужины этнической музыки»
- Ежегодный проект «Вечера мугама»
- Проект, синтезирующий мугам с музыкой различных народов «Вечера ашугской музыки»
- Детский фестиваль мугама
- Совместный проект с Национальной библиотекой им. М. Ф. Ахундзаде, направленный на развитие молодёжи, под названием «Сокровищница тайн»
- Baku Jazz festival

С 18 по 25 марта 2009 года в центре был проведён первый международный фестиваль «Мир Мугама». Фестиваль «Мир мугама» проводится раз в два года.
21 сентября 2019 года в рамках XI Международного музыкального фестиваля Узеира Гаджибейли в Международном центре мугама состоялся концерт «Мир Раста».
19 марта 2024 года состоялся совместный концерт азербайджанских и узбекских исполнителей мугама. От имени Узбекистана выступил ансамбль им. Юнуса Раджаби Узбекского центра национального искусства макома под руководством Хашимжона Исмаилова.
Также подписан меморандум о сотрудничестве между Международным центром мугама и Узбекским центром национального искусства маком.

## Участники проектов центра
Помимо участия азербайджанских представителей данного жанра, проекты проводимые центром, широко популярны среди иностранных представителей.
Проводимый на территории центра Международный фестиваль «Мир Мугама» включает в себя выступления музыкантов и коллективов из таких стран как Турция, Иран, Узбекистан, Ирак, Таджикистан, США, Франция, Великобритания, Ливан, Испания, Германия, Иордания, Россия, Китай, Индия, Тунис, Бельгия, Словения и Нидерланды.
На проводимом в центре Международном детском фестивале мугама, который проводится при поддержке Министерств молодёжи и спорта, культуры и туризма, транспорта, а также иностранных дел Азербайджана, принимают участие исполнители более чем из 10 стран, среди которых Казахстан, Иран, Узбекистан, Египет.
На международном джаз проекте, проведённом в 2017 году в центре мугама при поддержке посольств Франции, Бельгии и Турции, помимо азербайджанских исполнителей приняли участие представители Франции, Бельгии и Турции.

## Фотографии

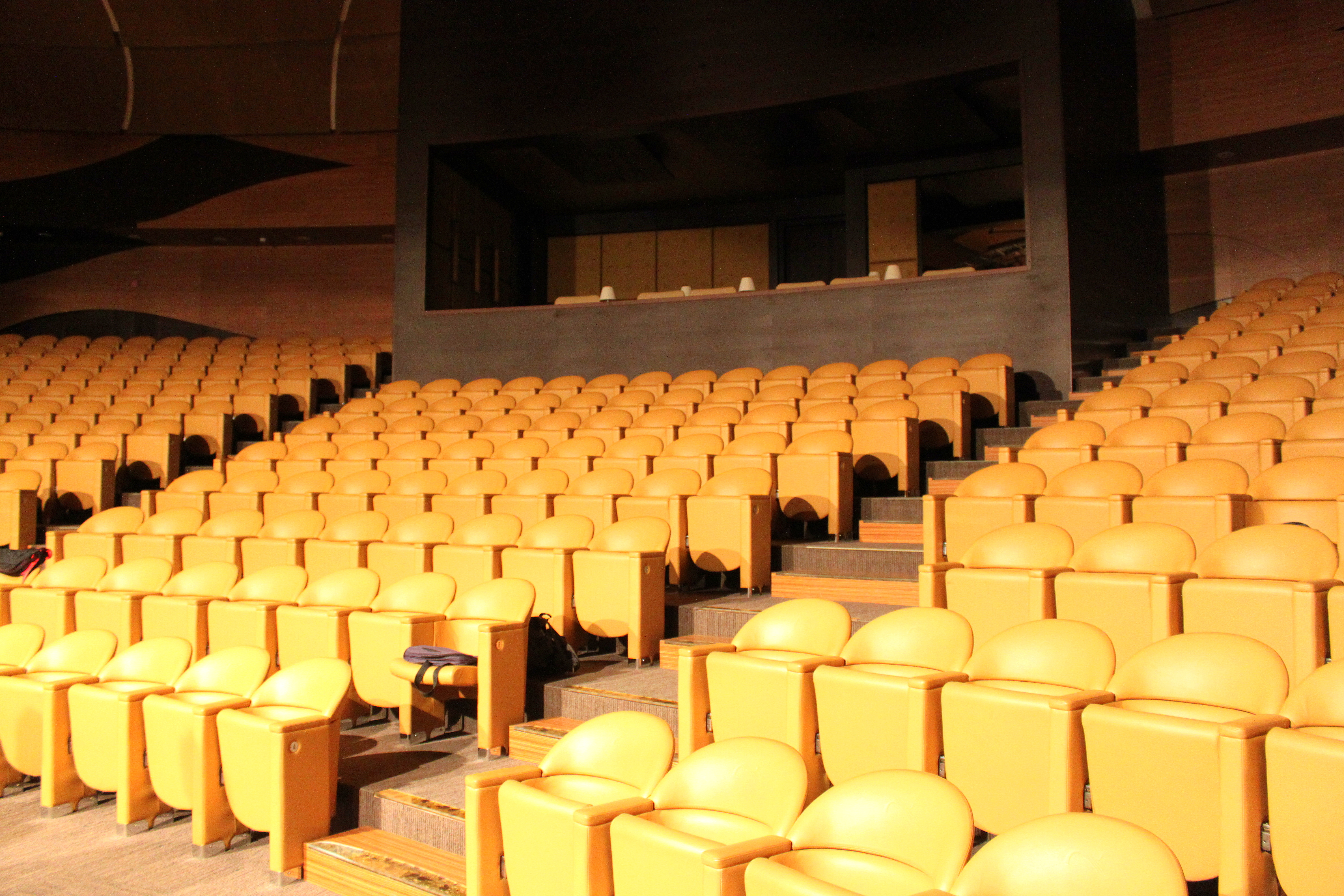
Зал центра
Центр мугама в день жеребьёвки, распределяющей участников чемпионата мира по футболу 2012 среди девушек до 17 лет по группам
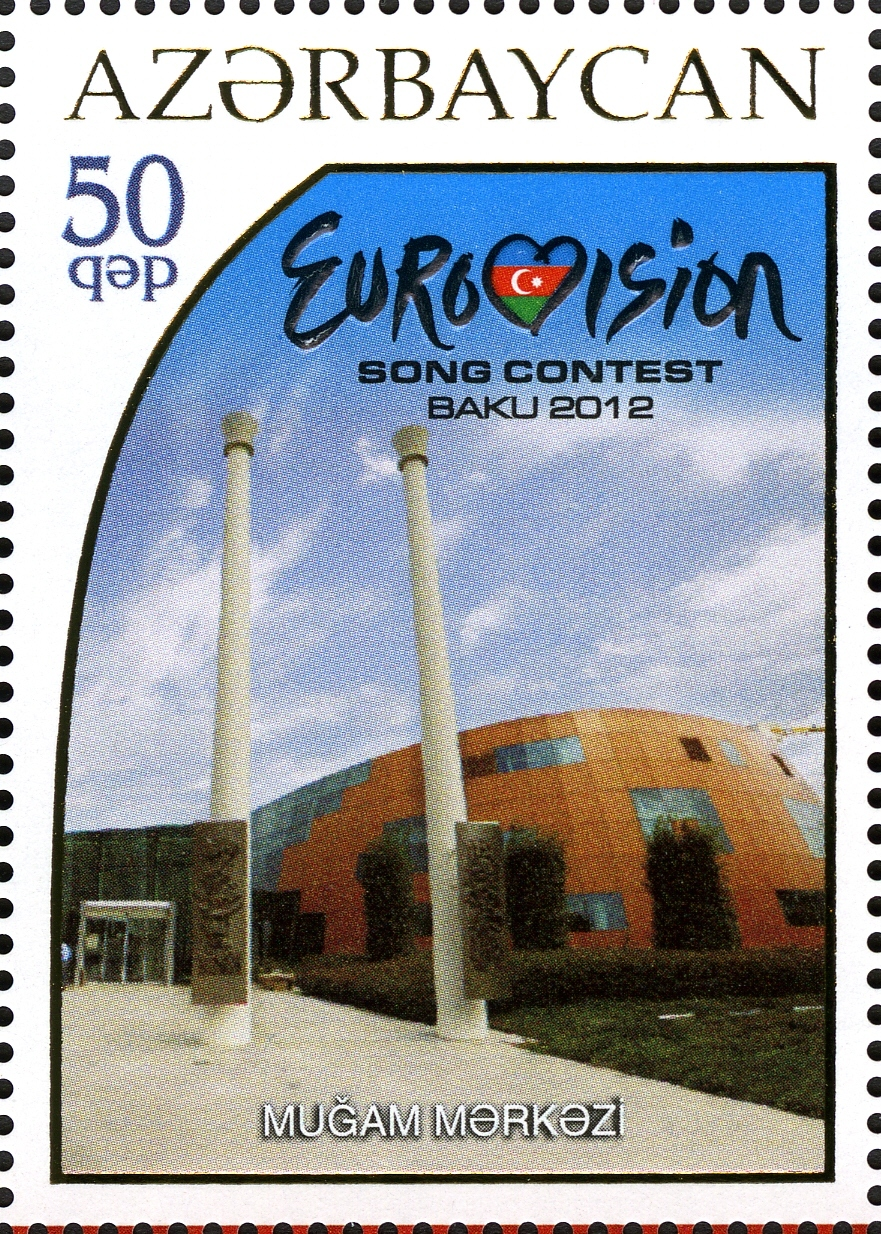
Почтовая марка Азербайджана, 2012